# Pamiętnik Anny Frank (film 1980)
Pamiętnik Anny Frank (oryg. The Diary of Anne Frank) – biograficzny film telewizyjny z 1980 roku powstały na podstawie Dziennika Anny Frank.

## Obsada
- Melora Marshall – Margot Frank
- Anne Wyndham – Miep
- Doris Roberts – pani Van Daan
- James Coco – Van Daan
- Joan Plowright – pani Frank
- Maximilian Schell – Otto Frank
- Melissa Gilbert – Anne Frank
- Erik Holland – pan Kraler
- Clive Revill – doktor Dussel
- Scott Jacoby – Peter Van Daan

## Nominacje
- Złoty Glob:
  - najlepszy miniserial lub film telewizyjny
- Nagroda Emmy:
  - zdjęcia
  - kostiumy
  - makeup